# Brookkampsgraben
Der Brookkampsgraben ist ein ca. 620 Meter langer Graben in Hamburg-Niendorf. Er mündet am Flughafenzaun in die Tarpenbek.

## Verlauf
Er verläuft am Broockkampsweg als offener Straßengraben bis Hausnummer 26 Richtung Osten. Ab da verläuft er verrohrt weiter Richtung Südosten, ab Höhe Karl-Gustav-Weg 17b weitestgehend offen weiter zur Tarpenbek.
Laut Geoportal Hamburg existiert ein Nebengraben, welcher ebenfalls mit der Tarpenbek verbunden ist.